# Jeong Min-tae
Jeong Min-tae (hangul: 정민태; hanja: 鄭珉台), född den 1 mars 1970, är en sydkoreansk före detta basebollspelare som tog brons för Sydkorea vid olympiska sommarspelen 2000 i Sydney.